# The Jungle Book (1994)
The Jungle Book (bra: O Livro da Selva; prt: A Lenda do Livro da Selva), também referido como Rudyard Kipling's The Jungle Book, é um filme norte-americano dos gêneros romance, fantasia e aventura, dirigido por Stephen Sommers para a Walt Disney Pictures, com roteiro de Mark Geldman, Ron Yanover e do próprio Sommers baseado nos romances The Jungle Book e The Second Jungle Book, de Rudyard Kipling.
O filme é protagonizado por Jason Scott Lee como Mogli, Cary Elwes como seu adversário Capitão Boone, e Lena Headey como eventual interesse amoroso de Mogli, Kitty. Em 2014, a Disney anunciou um novo live action, lançado em 15 de Abril de 2016 nos Estados Unidos.

## Elenco
- Jason Scott Lee como Mogli
- Sean Naegeli como Mogli de 5 anos
- Lena Headey como Katherine "Kitty" Brydon
- Joanna Wolff como Kitty de 5 anos de idade
- Cary Elwes como o capitão William Boone
- Sam Neill como o coronel Geoffrey Brydon
- John Cleese como o Dr. Julius Plumford
- Jason Flemyng como tenente John Wilkins
- Ron Donachie como sargento. Harley
- Stefan Kalipha como Buldeo
- Anirudh Agarwal como Tabaqui
- Faran Tahir como Nathoo (pai de Mogli)
- Frank Welker